# Dowaha
Dowaha (Engels: Buried Secrets, Frans: Les Secrets) is een Tunesische Psychologische thrillerfilm uit 2009 die geregisseerd werd door Raja Amari.
Dowaha werd vertoond tijdens het filmfestival van Venetië en dat van Caïro. De film behandelt een moslimfeministisch thema. Het verwoordt de frustratie van veel Arabische vrouwen die door hun familie thuisgehouden worden of die worstelen met hun seksualiteit.

## Verhaal
Aicha en Radia leven samen met hun moeder stiekem als kluizenaars in de kelder van een verlaten landhuis. Hun rust wordt verstoord als een jong stel in het huis komt wonen. De vrouwen besluiten om zich verstopt te houden voor de nieuwe bewoners waardoor een rare manier van samenleven ontstaat. Aicha is nieuwsgierig en begint de bewoners te bespioneren. Hierdoor wil ze ook de buitenwereld leren kennen en uitgaan maar haar zus en moeder proberen haar bang te maken en binnen te houden. Uiteindelijk vermoordt ze haar moeder en zus.

## Rolverdeling
- Hafsia Herzi
- Dhafer L'Abidine
- Sondos Belhassen
- Rim El Benna
- Wassila Dari